# 142401 Simonhook
142401 Simonhook è un asteroide della fascia principale. Scoperto nel 2002, presenta un'orbita caratterizzata da un semiasse maggiore pari a 2,4227070 au e da un'eccentricità di 0,2201939, inclinata di 19,81904° rispetto all'eclittica.